# 阮有氏娥

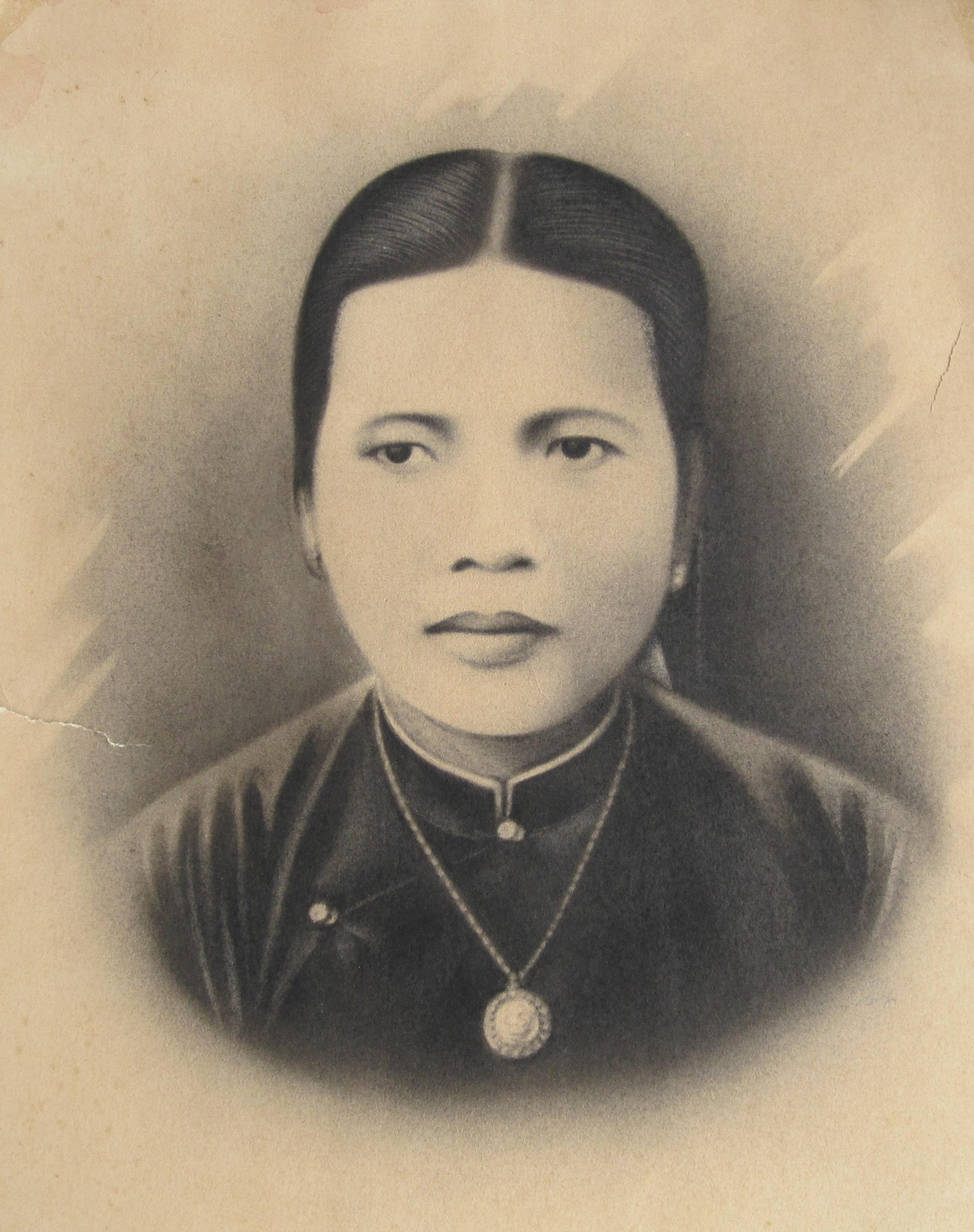
阮有氏娥

一阶玄妃阮有氏娥（越南语：／，1881年—1945年12月19日），越南阮朝成泰帝阮福昭的一名嫔妃。

## 生平
阮有氏娥出身清化的阮有氏家族，是永国公阮有度（越南语：Nguyễn Hữu Độ）的第六个女儿。她的二姐是同庆帝的皇贵妃阮有氏娴（越南语：Nguyễn Hữu Thị Nhàn/阮有氏娴，Phụ Thiên Thuần Hoàng Hậu/辅天纯皇后）。
因为阮有氏娥出身显贵，故她刚入成泰帝内廷便被封妃。据《大南实录》载，成泰九年（1897）一月，册封阮绅之女懋嫔阮嘉氏（越南语：Nguyễn Thị Vân Anh/阮氏媖）为皇贵妃；同年六月，册封阮有氏娥为一阶玄妃。根据《大南实录》她在成泰九年（1897）九月入宫。
阮有氏娥生有两子：皇子阮福永珏、皇女阮福良鸢。
后成泰帝被废流放，她和子女留在了顺化。1945年12月19日，阮有氏娥去世。
民间关于成泰帝和玄妃流传着一个传说故事：一次成泰帝去金龙的途中，对一个船夫的女儿一见钟情，问她愿不愿意成为自己的贵妃。那女孩以为这只是年轻人的一个玩笑，于是她大胆地答应了。从此她成为了皇帝的玄妃。